# Muara Uwai
Muara Uwai is een bestuurslaag in het regentschap Kampar van de provincie Riau, Indonesië. Muara Uwai telt 3682 inwoners (volkstelling 2010).